# Bahnstrecke Praha-Vršovice–Praha-Modřany
| Kursbuchstrecke (SŽ): | 210                                                      |                                                  |                                                  |
| Streckenlänge: | 12,350 km                                                |                                                  |                                                  |
| Spurweite: | 1435 mm (Normalspur)                                     |                                                  |                                                  |
| Streckenklasse: | Praha-Vršovice–Praha-Krč: C3 Praha-Krč–Praha-Modřany: C2 |                                                  |                                                  |
| Stromsystem: | Praha-Vršovice–Praha-Krč: 3 kV =                         |                                                  |                                                  |
| Maximale Neigung: | 11,9 ‰                                                   |                                                  |                                                  |
| Minimaler Radius: | 250 m                                                    |                                                  |                                                  |
| Streckengeschwindigkeit: | 80 km/h                                                  |                                                  |                                                  |
| |                                                          |                                                  |                                                  |
| \| \| \| von Praha hlavní nádraží (vorm. KFJB) \| \| \| \| \| Verbindungskurve von Praha-Vyšehrad (vorm. KFJB) \| \| \| \| -0,101 \| Praha-Vršovice \| Praha-Vršovice \| \| \| \| nach České Velenice (vorm. KFJB) \| \| \| \| \| nach Praha-Vršovice vjezdové skupiny \| \| \| \| \| (Neutrassierung 1930) \| \| \| \| 1,200 \| Praha-Vršovice depo (nicht öffentlich) \| Praha-Vršovice depo (nicht öffentlich) \| \| \| \| nach Odstavné nádraží Praha-jih \| \| \| \| \| Bohdalecký tunel (94 m) \| \| \| \| 1,40 \| Michle (bis 1930) \| Michle (bis 1930) \| \| \| 1,499 \| Praha-Michle (ab 1930) \| Praha-Michle (ab 1930) \| \| \| \| Odstavné nádraží Praha-jih \| \| \| \| \| \| \| \| \| 3,495 \| Praha-Spořilov \| Praha-Spořilov \| \| \| \| von Praha-Vršovice vjezdové skupiny \| \| \| \| \| Anschlussbahn der Metro Prag (Depot Kačerov) \| \| \| \| 3,425 \| Praha-Kačerov \| Praha-Kačerov \| \| \| \| Linie C der Metro Prag \| \| \| \| \| \| \| \| \| 5,117 \| Praha-Krč \| Praha-Krč \| \| \| \| nach Praha-Radotín \| \| \| \| 5,8246,472 \| \| \| \| \| \| von Praha-Podolí cementárna \| \| \| \| 8,816 \| Praha-Braník \| Praha-Braník \| \| \| \| Praha-Radotín–Odb. Zaběhlice \| \| \| \| \| (Neutrassierung 1991) \| \| \| \| \| Anschlussbahn Nestlé Česko \| \| \| \| 11,236 \| Praha-Modřany zastávka (bis 1991) \| Praha-Modřany zastávka (bis 1991) \| \| \| \| \| \| \| \| 11,860 \| Praha-Modřany zastávka (ab 1991) \| Praha-Modřany zastávka (ab 1991) \| \| \| 12,350 \| Praha-Modřany \| Praha-Modřany \| \| \| \| nach Dobříš (vorm. LB Čerčan–Modřan–Dobříš) \| \| |                                                          |                                                  |                                                  |
| Strecke |                                                          | von Praha hlavní nádraží (vorm. KFJB)            | von Praha hlavní nádraží (vorm. KFJB)            |
| Abzweig geradeaus und von rechts |                                                          | Verbindungskurve von Praha-Vyšehrad (vorm. KFJB) | Verbindungskurve von Praha-Vyšehrad (vorm. KFJB) |
| Bahnhof | -0,101                                                   | Praha-Vršovice                                   | Praha-Vršovice                                   |
| Abzweig geradeaus und nach links |                                                          | nach České Velenice (vorm. KFJB)                 | nach České Velenice (vorm. KFJB)                 |
| Abzweig geradeaus und nach links |                                                          | nach Praha-Vršovice vjezdové skupiny             | nach Praha-Vršovice vjezdové skupiny             |
| Strecke von links · Abzweig ehemals geradeaus und nach rechts |                                                          | (Neutrassierung 1930)                            | (Neutrassierung 1930)                            |
| Haltepunkt / Haltestelle · Strecke (außer Betrieb) | 1,200                                                    | Praha-Vršovice depo (nicht öffentlich)           | Praha-Vršovice depo (nicht öffentlich)           |
| Abzweig geradeaus und nach rechts · Strecke (außer Betrieb) |                                                          | nach Odstavné nádraží Praha-jih                  | nach Odstavné nádraží Praha-jih                  |
| Strecke · Tunnel (Strecke außer Betrieb) |                                                          | Bohdalecký tunel (94 m)                          | Bohdalecký tunel (94 m)                          |
| Strecke · Haltepunkt / Haltestelle (Strecke außer Betrieb) | 1,40                                                     | Michle (bis 1930)                                | Michle (bis 1930)                                |
| Strecke · Haltepunkt / Haltestelle (Strecke außer Betrieb) | 1,499                                                    | Praha-Michle (ab 1930)                           | Praha-Michle (ab 1930)                           |
| Kreuzung geradeaus oben · Strecke (außer Betrieb) |                                                          | Odstavné nádraží Praha-jih                       | Odstavné nádraží Praha-jih                       |
| Strecke nach links · Kreuzung (Strecke geradeaus außer Betrieb) · Strecke von rechts |                                                          |                                                  |                                                  |
| Haltepunkt / Haltestelle (Strecke außer Betrieb) · Strecke | 3,495                                                    | Praha-Spořilov                                   | Praha-Spořilov                                   |
| Strecke (außer Betrieb) · Abzweig geradeaus und von links |                                                          | von Praha-Vršovice vjezdové skupiny              | von Praha-Vršovice vjezdové skupiny              |
| Strecke (außer Betrieb) · Abzweig geradeaus und von links |                                                          | Anschlussbahn der Metro Prag (Depot Kačerov)     | Anschlussbahn der Metro Prag (Depot Kačerov)     |
| Strecke (außer Betrieb) · Haltepunkt / Haltestelle | 3,425                                                    | Praha-Kačerov                                    | Praha-Kačerov                                    |
| Strecke (außer Betrieb) · Kreuzung mit U-Bahn geradeaus unten |                                                          | Linie C der Metro Prag                           | Linie C der Metro Prag                           |
| Abzweig ehemals geradeaus und von links · Strecke nach rechts |                                                          |                                                  |                                                  |
| Bahnhof | 5,117                                                    | Praha-Krč                                        | Praha-Krč                                        |
| Abzweig geradeaus und nach links |                                                          | nach Praha-Radotín                               | nach Praha-Radotín                               |
| Kilometer-Wechsel | 5,8246,472                                               |                                                  |                                                  |
| Abzweig geradeaus und ehemals von rechts |                                                          | von Praha-Podolí cementárna                      | von Praha-Podolí cementárna                      |
| Bahnhof | 8,816                                                    | Praha-Braník                                     | Praha-Braník                                     |
| Kreuzung geradeaus unten |                                                          | Praha-Radotín–Odb. Zaběhlice                     | Praha-Radotín–Odb. Zaběhlice                     |
| Strecke von links · Abzweig ehemals geradeaus und nach rechts |                                                          | (Neutrassierung 1991)                            | (Neutrassierung 1991)                            |
| Strecke · Abzweig geradeaus und von rechts (Strecke außer Betrieb) |                                                          | Anschlussbahn Nestlé Česko                       | Anschlussbahn Nestlé Česko                       |
| Strecke · Haltepunkt / Haltestelle (Strecke außer Betrieb) | 11,236                                                   | Praha-Modřany zastávka (bis 1991)                | Praha-Modřany zastávka (bis 1991)                |
| Strecke nach links · Abzweig ehemals geradeaus und von rechts |                                                          |                                                  |                                                  |
| Haltepunkt / Haltestelle | 11,860                                                   | Praha-Modřany zastávka (ab 1991)                 | Praha-Modřany zastávka (ab 1991)                 |
| Dienststation / Betriebs- oder Güterbahnhof | 12,350                                                   | Praha-Modřany                                    | Praha-Modřany                                    |
| Strecke |                                                          | nach Dobříš (vorm. LB Čerčan–Modřan–Dobříš)      | nach Dobříš (vorm. LB Čerčan–Modřan–Dobříš)      |

Die Bahnstrecke Praha-Vršovice–Praha-Modřany ist eine Eisenbahnverbindung in Tschechien, die ursprünglich von den k.k. priv. Böhmischen Commercialbahnen (BCB) als Lokalbahn Nusle–Modřan erbaut und betrieben worden ist. Sie verläuft innerhalb der heutigen Prager Stadtgrenzen von Praha-Vršovice nach Praha-Modřany. Der Abschnitt Praha-Vršovice–Praha-Krč wird als Hauptbahn („celostátní dráha“) betrieben, der Abschnitt Praha-Krč–Praha-Braník wurde zur Nebenbahn („regionální dráha“) herabgestuft ebenso wie die weitere Strecke bis Praha-Modřany, die 1995 als Nebenbahn klassifiziert wurde.

## Geschichte
Die Konzession für die Lokalbahn Nusle–Modřan erhielten die Gründer der BCB, die Bauunternehmer Johann Muzika und Karl Schnabel am 9. Mai 1881 gemeinsam mit den Strecken Königgrätz–Wostroměř, Sadowa–Smiřic, Nimburg–Jičín, Křinec–Königstadtl, Kopidlno–Libaň und Nezvěstitz–Miröschau. Die neue Strecke sollte am Bahnhof Nusle der k.k. priv. Kaiser Franz-Josephs-Bahn beginnen und in südlicher Richtung nach Modřany führen. Gesetzlich vorgeschrieben war eine Fertigstellung und Inbetriebsetzung der Strecke bis zum 1. September 1882. Ausgestellt war die Konzession bis zum 8. Mai 1971. Eröffnet wurde die Strecke am 1. März 1882. Den Betrieb führte die BCB selbst aus.
Am 1. Juli 1885 kam die Lokalbahn Nusle–Modřan im Rahmen eines Streckentausches an die Österreichische Lokaleisenbahngesellschaft (ÖLEG). Die BCB bekam dafür die bei Jičín gelegene Lokalbahn Smidar–Hochwessely, die bislang der ÖLEG gehörte. Am 1. Jänner 1894 wurde die ÖLEG verstaatlicht. Die Strecke gehörte nun zum Netz der k.k. Staatsbahnen (kkStB), die bereits am 1. Jänner 1887 die Betriebsführung übernommen hatten.
Am 22. September 1897 wurde die Strecke der Lokalbahn Čerčan–Modřan–Dobříš von Modřany nach Dobříš eröffnet.
Im Jahr 1912 wies der Fahrplan der Lokalbahn acht gemischte Zugpaare 2. und 3. Klasse zwischen Prag F.J.B. und Wran aus, die in der Mehrzahl von und nach Čerčan durchgebunden waren.

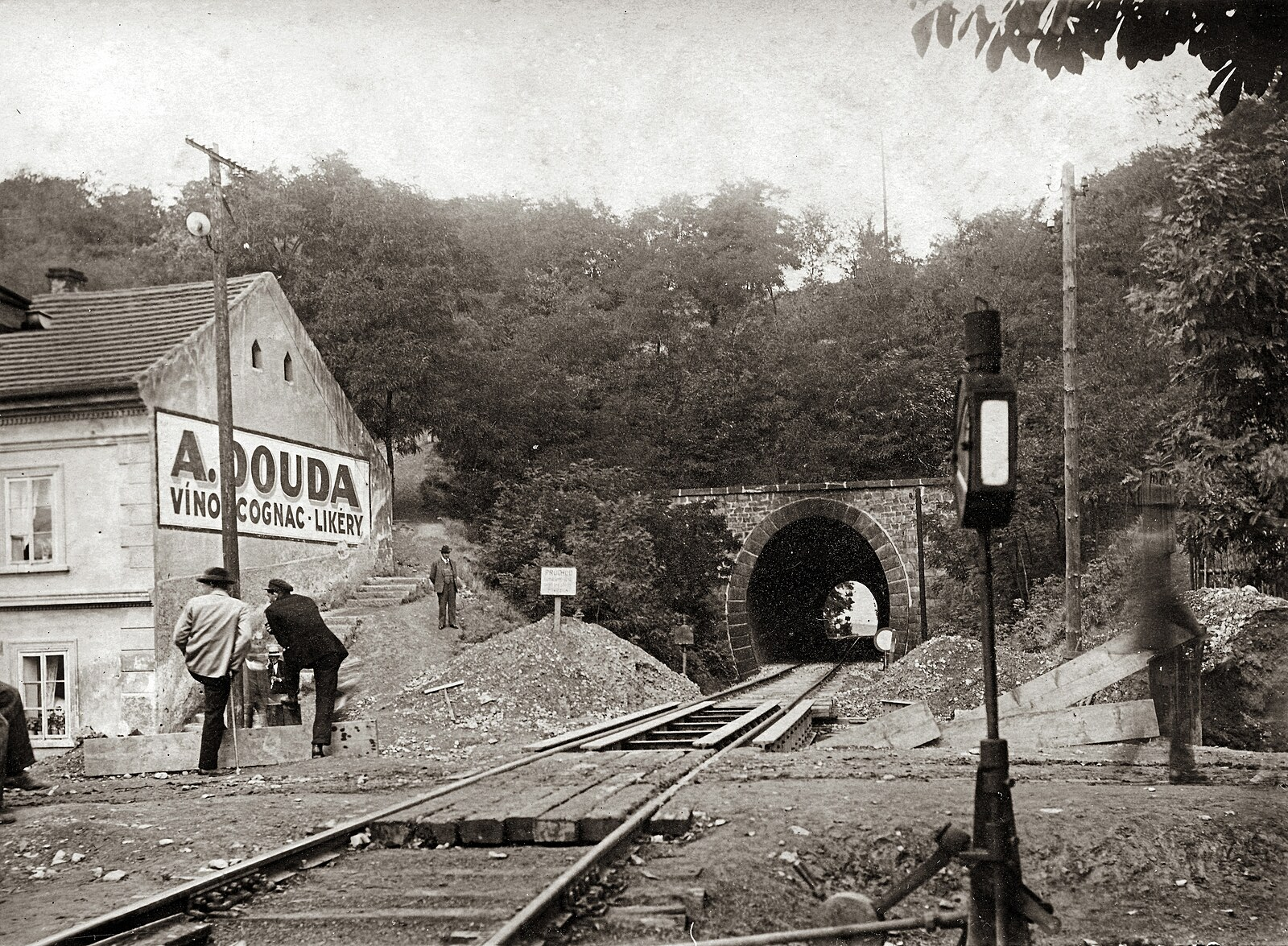
Bohdalecký tunel, 1930 aufgelassen

Nach dem Zerfall Österreich-Ungarns im Oktober 1918 ging die Strecke an die neu gegründeten Tschechoslowakischen Staatsbahnen (ČSD) über. Sie wurde fortan von der Staatsbahndirektion (Ředitelství státních drah) in Prag verwaltet.
Im Jahr 1926 wurde die Strecke bei Modřany neu trassiert. Eine weitere Neubautrasse ging 1930 zwischen Praha-Vršovice und Praha-Krč in Betrieb. Dabei wurde auch der Tunnel pod Bohdalcem aufgelassen.
Die Indienststellung moderner Motorzüge durch die ČSD ermöglichte Anfang der 1930er Jahre eine signifikante Verdichtung des Fahrplanes. Der Winterfahrplan von 1937/38 verzeichnete werktags sechs Personenzugpaare von Prag nach Dobříš sowie sieben weitere von Prag nach Jilove u Prahy oder Čerčany. Zehn Zugpaare davon waren als Motorzug geführt.
Im Zweiten Weltkrieg lag die Strecke zur Gänze im Protektorat Böhmen und Mähren. Betreiber waren jetzt die Protektoratsbahnen Böhmen und Mähren (ČMD-BMB). Kriegsbedingt kam es nun zu einer Reduzierung der Zugfahrten. Am 9. Mai 1945 kam die Strecke wieder vollständig zu den ČSD.

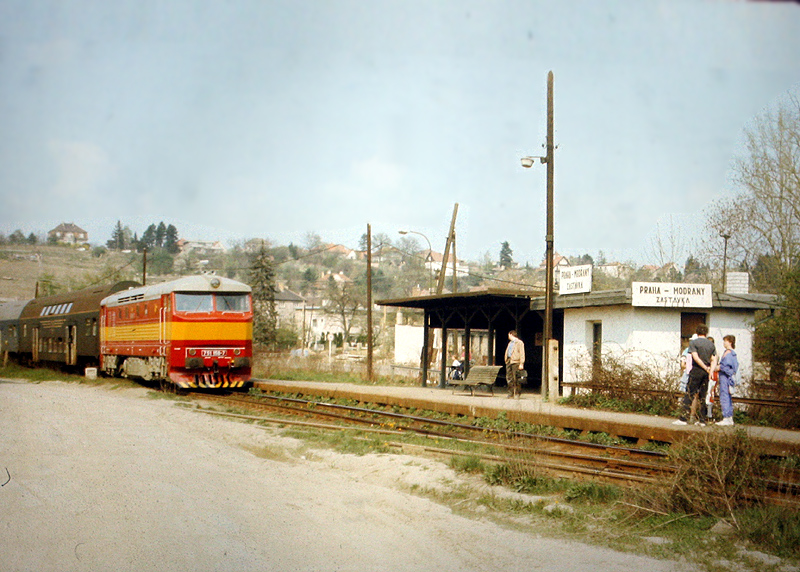
Die alte Haltestelle Praha-Modřany zastávka (1991)

Die Zweigstrecke zur Zementfabrik in Podol wurde 1953 aufgegeben.
Im Jahr 1960 wurde der Abschnitt zwischen Praha-Vršovice und Praha-Krč völlig neu trassiert. Am 15. August 1960 wurde die Haltestelle Praha-Spořilov aufgelassen, die am 19. Mai 1934 eröffnet worden war.
Im Jahr 1991 wurde im Zusammenhang mit dem Ausbau der parallel verlaufenden Straßenbahnstrecke der Abschnitt zwischen Praha-Braník und Praha-Modřany neu trassiert. Die Haltestelle Praha-Modřany zastávka wurde südwärts verschoben und völlig neu gebaut.
Am 1. Januar 1993 ging die Strecke im Zuge der Auflösung der Tschechoslowakei an die neu gegründeten České dráhy (ČD) über. Seit 2003 gehört sie zum Netz des staatlichen Infrastrukturbetreibers Správa železniční dopravní cesty (SŽDC).
Im Jahr 2002 wurde zwischen den Bahnhöfen Praha-Vršovice und Praha-Krč die Dienst-Haltestelle Praha-Vršovice depo eingerichtet. Im Dezember 2014 folgte ein neuer Haltepunkt Praha-Kačerov im selben Streckenabschnitt.
Im Jahresfahrplan 2013 wurde die Strecke alternierend jeweils im Zweistundentakt von den Personenzügen der Linie S8 (Praha hl.n.–Čerčany) und S80 (Praha hl.n.–Dobříš) bedient, analog auch im Jahresfahrplan 2015.

## Fahrzeugeinsatz
Heute wird der Reisezugverkehr mit den Triebwagen der ČD-Baureihe 810 und deren modernisierter Version ČD-Baureihe 814 abgewickelt. Zu Zeiten höheren Fahrgastaufkommens werden auch lokomotivbespannte Reisezüge eingesetzt. Sie bestehen meist aus einer Diesellokomotive der ČD-Baureihe 749 und Görlitzer Doppelstockwagen. In der Vergangenheit waren auch Lokomotiven der ČD-Baureihe 714 vor Beiwagen der Reihe 010 zu sehen.

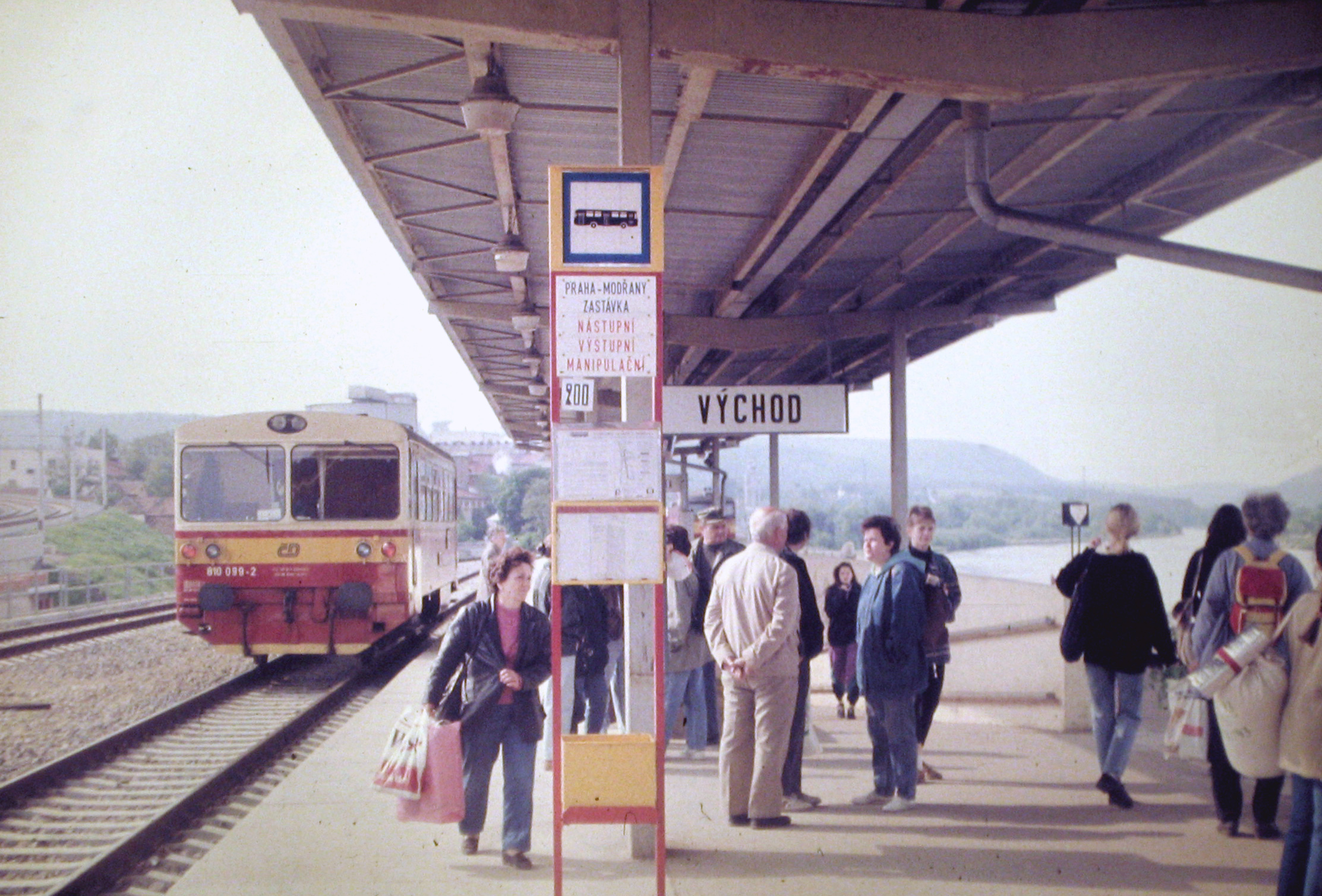
ČD-Baureihe 810
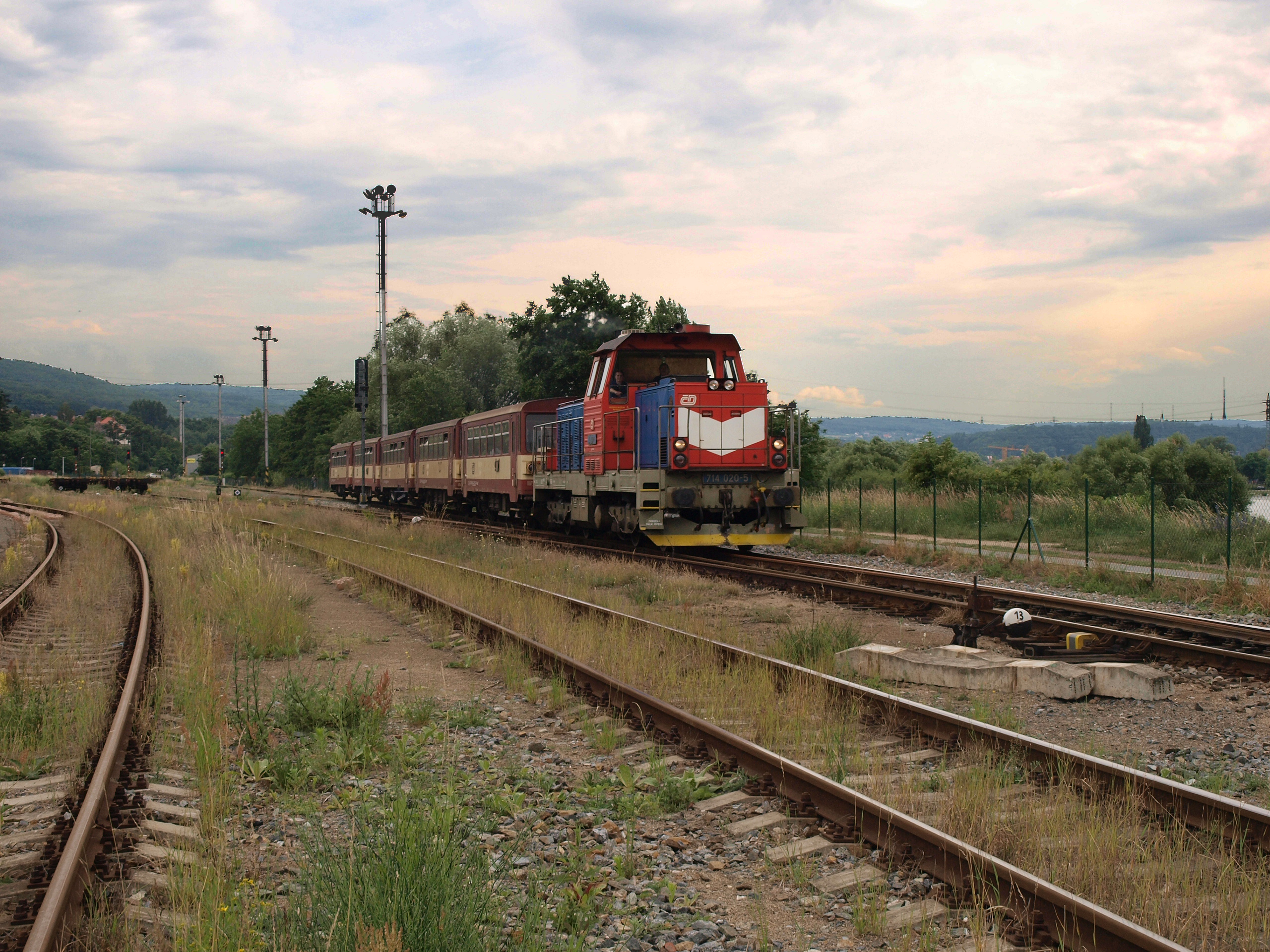
ČD-Baureihe 714
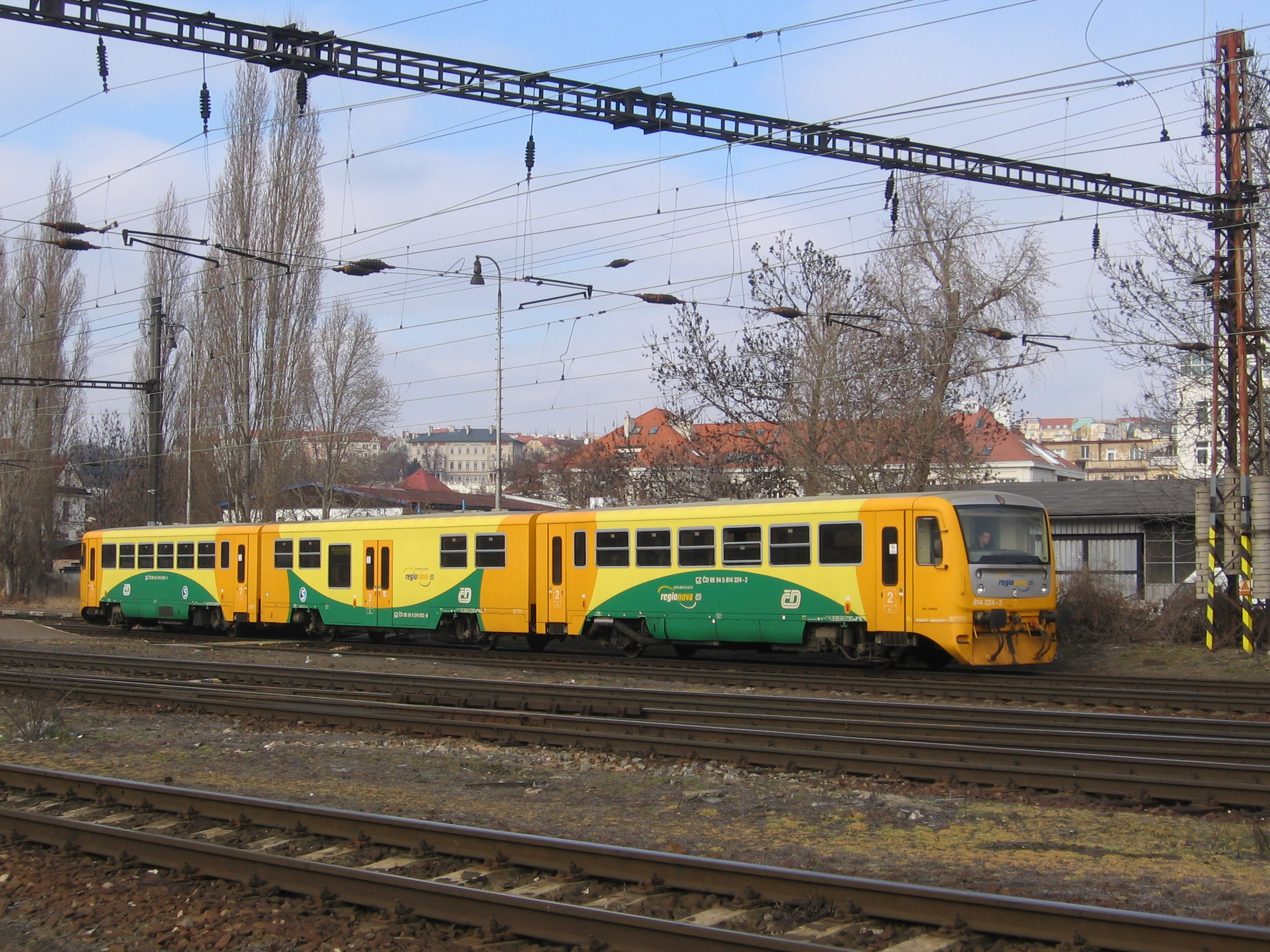
ČD-Baureihe 814
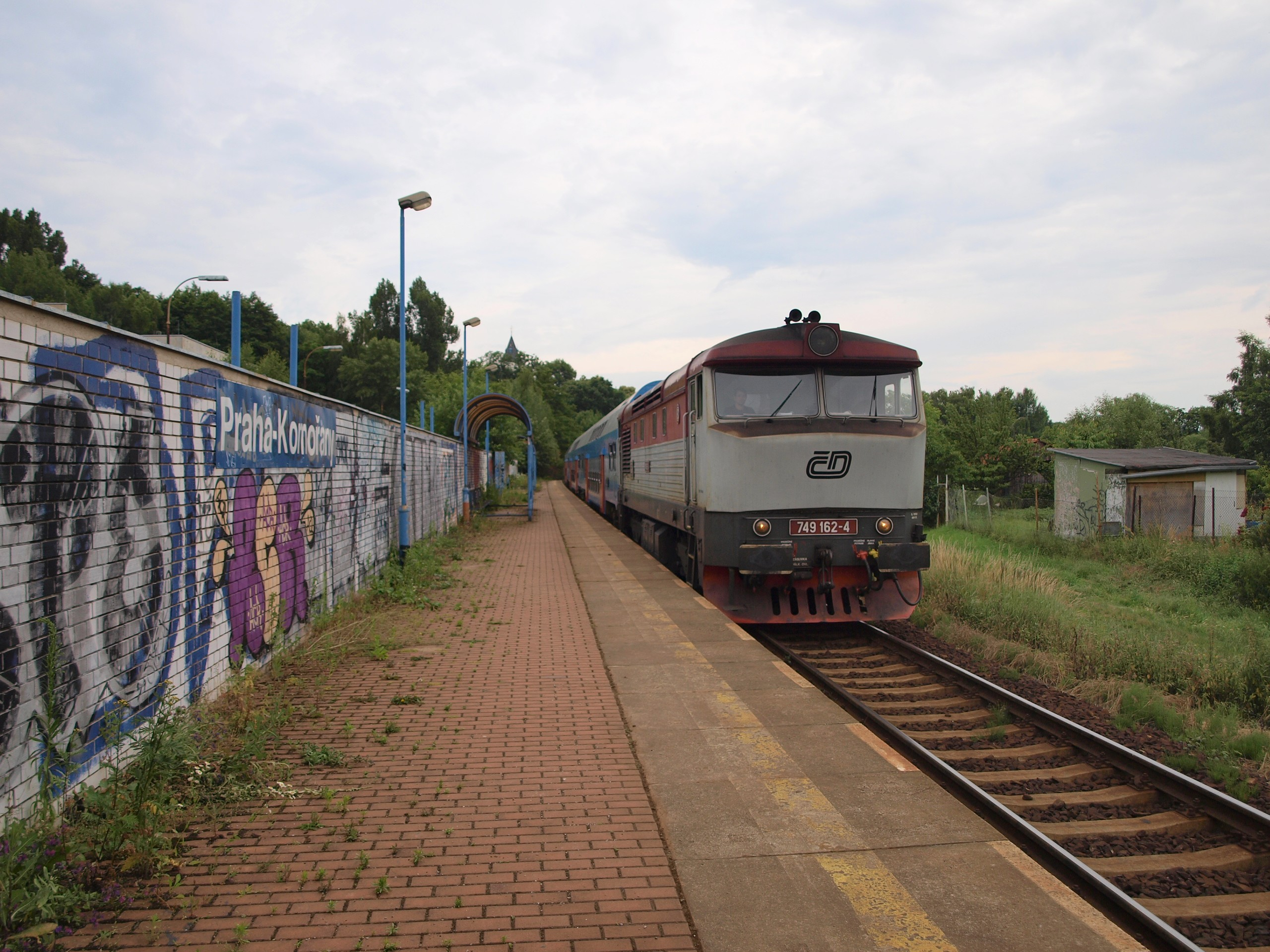
ČD-Baureihe 749 mit Doppelstockwagen